# Нільс Фредборґ
Нільс Фредборґ (дан. Niels Fredborg, 28 жовтня 1946) — данський велогонщик.
Олімпійський чемпіон 1972 року в гіті на 1 км, срібний призер 1968 року в гіті на 1 км, бронзовий призер 1976 року в гіті на 1 км, учасник 1964 року.
Чемпіон світу з трекових велоперегонів 1967 (гіт на 1 км), 1968 (гіт на 1 км), 1970 (гіт на 1 км) років, срібний призер 1968 року в спринті, бронзовий призер 1980 року в кейріні.